# Dąbrowa (herb szlachecki)

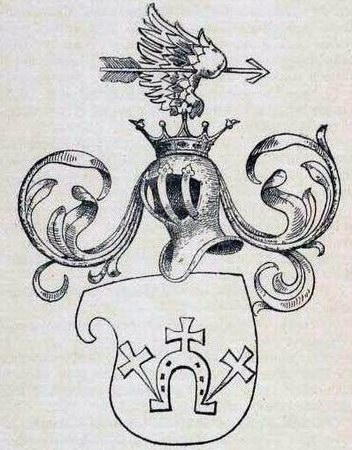
Dąbrowa Ciechanowieckich

Dąbrowa – polski herb szlachecki.

## Opis herbu
W polu błękitnym na barku podkowy srebrnej krzyż kawalerski złoty i dwa takie krzyże zaświeczone na końcach podkowy. Przy ocelach podkowy zaćwieczone ukośnie takie same dwa krzyże. W klejnocie skrzydło orle czarne przeszyte srebrną strzałą.

## Najwcześniejsze wzmianki
Pierwsza wzmianka o herbie Dąbrowa pochodzi z 1421 r. Najwcześniejsze źródło heraldyczne wymieniające herb to datowane na lata 1464–1480 Insignia seu clenodia Regis et Regni Poloniae polskiego historyka Jana Długosza. Zapisuje on informacje o herbie wśród 71 najstarszych polskich herbów szlacheckich we fragmencie: „Dąbrowa sagitta cuspide sursum eleuata, geminatam in inferiori parte habens crucem albam in campo rubeo” .
Pierwsza pieczęć z Dąbrową pochodzi z roku 1456 (pieczęć Zygmunta z Nowosielc).
Herb Dąbrowa pochodzi z północnej części Księstwa Mazowieckiego. W XV wieku rozprzestrzenia się na wschód Rzeczypospolitej Polskiej od Litwy po Ukrainę.

## Herbowni
Listę sporządzono na podstawie wiarygodnych źródeł, zwłaszcza klasycznych i współczesnych herbarzy. Należy jednak zwrócić uwagę na częste zjawisko przypisywania rodom szlacheckim niewłaściwych herbów, szczególnie nasilone w czasie legitymacji szlachectwa przed zaborczymi heroldiami, co zostało następnie utrwalone w wydawanych kolejno herbarzach. Identyczność nazwiska nie musi oznaczać przynależności do danego rodu herbowego. Przynależność taką mogą bezspornie ustalić wyłącznie badania genealogiczne.
Pełna lista herbownych nie jest dziś możliwa do odtworzenia, także ze względu na zniszczenie i zaginięcie wielu akt i dokumentów w czasie II wojny światowej (m.in. w czasie powstania warszawskiego w 1944 spłonęło ponad 90% zasobu Archiwum Głównego Akt Dawnych w Warszawie, gdzie przechowywana była większość dokumentów staropolskich). Często te same nazwiska były własnością wielu rodzin reprezentujących wszystkie stany dawnej Rzeczypospolitej, tj. chłopów, mieszczan, szlachtę.

Ansilewski, Anszlewski, Balukiewicz, Bałukiewicz, Białoskórski, Biały, Boberski, Boczkowski, Bogdziewicz, Bogowicz, Bogurło, Boguszko, Boguta, Bogwiłł, Bohdziewicz, Boksa, Boksza, Bronkowski, Budziński, Budzyński, Burzyński, Chełchowski, Chełkowski, Chibowski, Chociwski, Chomienko, Ciciborski, Ciechaniowski, Ciechanowiecki, Ciechanowski, Ciechański, Ciechonowski, Czechański, Czerniatowicz, Czmelowski, Dambrowski, Damięcki, Dąbrowa, Dąbrowicz, Dąbrowny, Dąbrowski, Dąbrowy, Dembowicz, Dombrowicz, Dombrowski, Drocieski, Gardliński, Garliński, Giedwiłło, Gimbut, Gimbutowicz, Głodkowski, Głodowski, Głotkowski, Godell, Goleński, Górski, Grodkowski, Gromacki, Gromadzki, Gruhnfeld, Grzywo-Dąbrowski, Gurski, Herbułtowski, Herburtowski, Herbutowski, Jabłoński, Jachimowicz, Jachimowski, Jaczyński, Jaka, Jakimowicz, Jakka, Jambramowski, Janiszewski, Jankowski, Januszewicz, Januszewski, Januszkiewicz, Januszkowicz, Januszowski, Jarzębiński, Jarzębski, Jazdowski, Jeżowski, Józefowicz, Karasiński, Karaskiewicz, Karaś, Karniewski, Karniński, Karniowski, Karniski, Kiszka, Kizimowski, Klimaszewski, Klimaszowski, Kliszczewski, Kobliński, Kobuszewski, Kobuszowski, Kobyliński, Koc, Kocowski, Kocz, Koczowski, Kognowicki, Koldras, Kołacki, Korniewski, Korolkiewicz, Kosko, Kostecki, Kostka, Kowalik, Krajewski, Krotofilski, Kucicki, Kurdasiewicz, Kurmanowicz, Laskowski, Lauxmin, Lenkowski, Lepkowski, Łaukszmin, Ławskmin, Łebkowski, Łepkowski, Łępkowski, Łopuszyński, Łoś, Maczczeński, Maczyński, Marciszewski, Marczewski, Mazanowicz, Mazonowicz, Mażonowicz, Mężyk, Miernikiewicz, Miernikowicz, Mikosza, Mikoszewski, Mikszewicz, Milewicz, Minuszewski, Miruszewski, Młodzianowski, Mołodzienowski, Morawski, Mozyrski, Mroczek, Murawski, Najkowski, Napierski, Naykowski, Obidziński, Openchowski, Openkowski, Opęchowski, Pajewski, Palmont, Pągowski, Płodownicki, Podjaski, Podkowa, Podolec, Porzecki, Porzęcki, Porzycki, Proniewicz, Prostyński, Purzycki, Radczenko, Rostek, Rostkowski, Rostowski, Roztkowski, Rumiński, Rymejko, Rymejkowicz, Rzechowski, Secemiński, Secymiński, Seczymiński, Sidorowicz, Siemieński, Siemiński, Sienieński, Sieniński, Sierzpowski, Sierzputowski, Skotowski, Sławczyński, Smolechowski, Stromiło, Strumiłło, Sucymiński, Szczepanowski, Szczuczyński, Szkotowski, Szostak, Świejkowski, Tabądzki, Tabęcki, Tabędzki, Tabieński, Talko, Talmont, Tołokoński, Tylkowski, Tymowski, Tynowski, Wachowicz, Waldowski, Wałdowski, Wąsowski, Wdziekowski, Wdzienk, Wdzienkowski, Wdzięk, Wdziękoński, Wiencewicz, Więcławski, Wrzosek, Zaleski, Zalkowski, Zelkowski, Zełkowski, Zgierski, Zgirski, Zielnia, Zielonacki, Żalkowski, Żelnia, Żelkowski, Żełkowski, Żgierski, Żukowski.
- Andrzej Ciechanowiecki – kawaler Orła Białego
- Dobiesław Damięcki – polski aktor, żołnierz POW, powstaniec śląski
- Tomasz Dąbrowa – rotmistrz husarski.
- Stanisław Laskowski – wojewoda płocki I Rzeczypospolitej
- Andrzej Łoś – komandor ORP Jaskółka
- Ezechiel Łoś - pseud. Ikwa, Wiśnia - żołnierz Wojska Polskiego II RP, Polskich Sił Zbrojnych na Zachodzie, oficer Armii Krajowej, porucznik piechoty, cichociemny[potrzebny przypis].
- Stanisław Kiszka – hetman wielki litewski, marszałek wielki litewski od 1512, wojewoda smoleński
- Kiszkowie – ród magnacki na Litwie
- Stanisław Kostka – patron Polski
- Jan Morawski – prawnik, adwokat, sędzia Najwyższego Trybunału Administracyjnego i Sądu Najwyższego, minister sprawiedliwości w 1920.
- Józef Agaton Morawski – ziemianin, rolnik, działacz społeczny, poseł na Sejm IV kadencji (1935–1938) w II Rzeczypospolitej.
- Mikołaj Morawski – poseł na Sejm Czteroletni, generał
- Marian Dąbrowski – polski dziennikarz, przedsiębiorca, założyciel wydawnictwa Ilustrowany Kuryer Codzienny, największy magnat prasowy w Polsce międzywojennej; poseł na Sejm Ustawodawczy oraz I, II i III kadencji.